# سوپرجام فوتبال ایتالیا ۱۹۹۴
سوپر جام فوتبال ایتالیا ۱۹۹۴ (انگلیسی: 1994 Supercoppa Italiana) هفتمین دورهٔ مسابقهٔ سوپر جام فوتبال ایتالیا بود که بین قهرمان سری آ و قهرمان جام حذفی فوتبال ایتالیا برگزار شد.
این دیدار در تاریخ ۲۸ اوت ۱۹۹۴ برگزار شد و آ.ث. میلان به مقام قهرمانی دست یافت.

## تیم‌ها
- آ.ث. میلان: قهرمان سری آ فصل ۹۴-۱۹۹۳
- سمپدوریا: قهرمان جام حذفی ایتالیا فصل ۹۴-۱۹۹۳